# Owczarnia (Wyszecino)
Owczarnia – część wsi Wyszecino w Polsce, położona w województwie pomorskim, w powiecie wejherowskim, w gminie Luzino. Wchodzi w skład sołectwa Wyszecino.
W latach 1975–1998 Owczarnia administracyjnie należała do województwa gdańskiego.